# La donna pipistrello
La donna pipistrello (La Femme chauve-souris) è un dipinto a olio su tela del pittore francese Albert Joseph Pénot, realizzato nel 1890 circa. Si trova in una collezione privata.

## Storia
L'opera venne esposta al Salone degli artisti francesi del 1912 con il titolo Premier miroir ("Primo specchio" in francese). Per molti anni l'opera cadde nell'oblio finché nel 1979 non venne inclusa nel libro Femme fatale: images of evil and fascinating women dello storico dell'arte Patrick Bade. Nel 2018, il dipinto venne venduto dalla casa d'aste Sotheby's per la cifra di 137.500 sterline. Fino ad allora nessun'opera dell'artista era stata venduta da Sotheby's ad una cifra superiore alle 32.000 sterline. In poco tempo questa divenne l'opera più conosciuta dell'artista.

## Descrizione
Albert Joseph Pénot era un pittore poco noto vissuto tra la seconda metà dell'Ottocento e la prima metà del Novecento, specializzato in nudi femminili macabri o fantastici, simili a quelli del suo contemporaneo Luis Ricardo Falero, l'autore del dipinto Le streghe si recano al sabba. Egli si focalizzava esclusivamente sulla resa del corpo femminile, ma se l'ossessione di Pénot per la nudità femminile si traduceva principalmente in dei soggetti dagli occhi timidi e dalle forme invitanti, la Donna pipistrello è un caso a parte.
Al centro di un cielo nuvoloso si trova una donna nuda con delle ali da pipistrello, dai capelli neri svolazzanti al vento, simile a una donna fatale. L'opera è rigidamente simmetrica e i colori utilizzati sono scuri e notturni, tranne forse per la parte illuminata in alto a sinistra. La donna con le ali da pipistrello fluttua per aria, ebbra del potere occulto, e incontra lo sguardo dello spettatore con degli occhi iracondi e le braccia alzate in aria come in una sorta di incantesimo. È come se lo spettatore fosse il suo prossimo obiettivo.